# Dichromodes estigmaria
Espèce
Synonymes
- Acidalia schistacearia Walker, 1863[1]
- Dichromodes tritospila Turner, 1943[1]
- Panagra costinotata Walker, 1861[1]
- Panagra estigmaria Walker, 1861[1]

Dichromodes estigmaria est une espèce de lépidoptères (papillons) de la famille des Geometridae vivant en Australie.